# Georg Gänswein

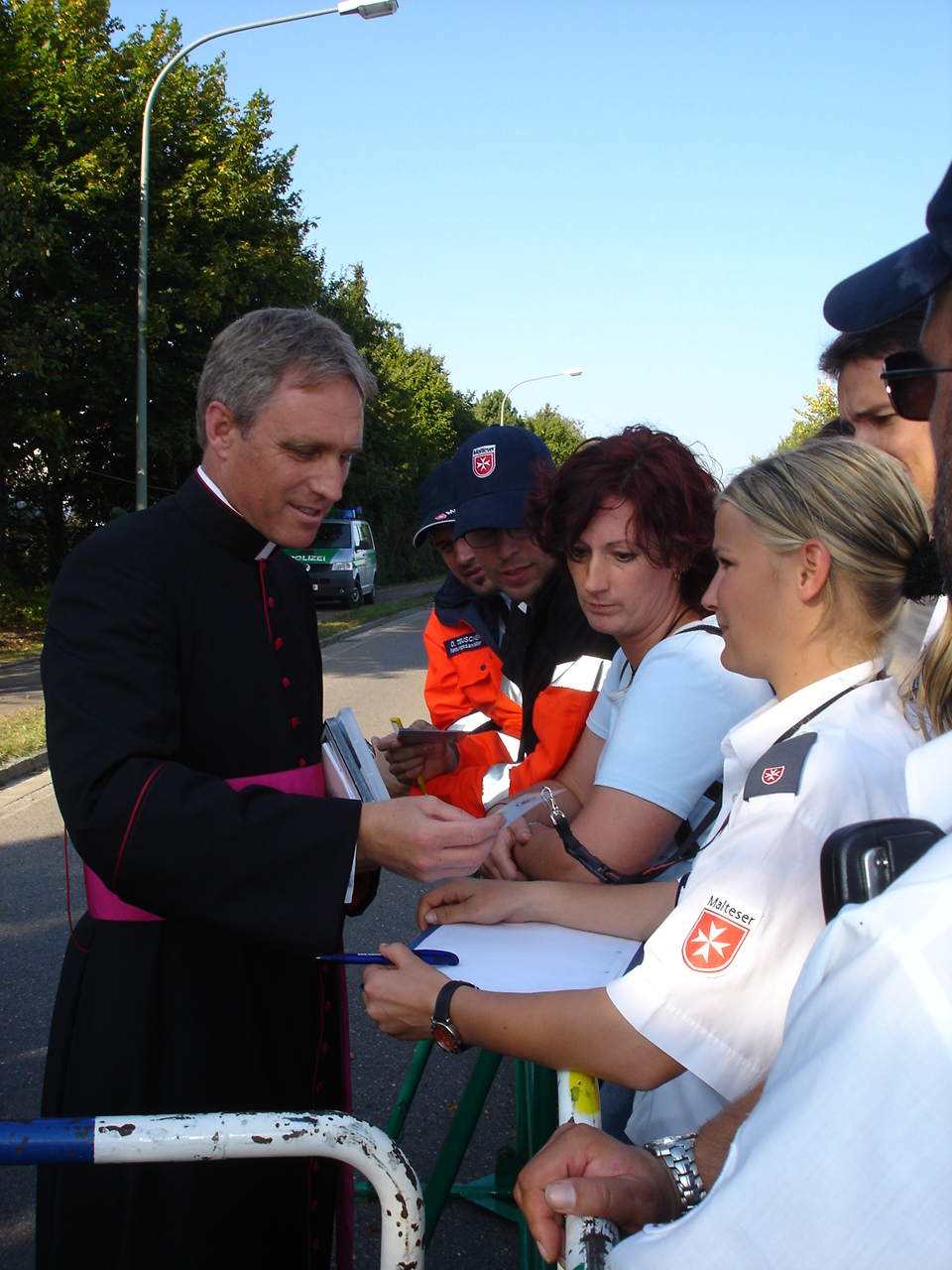
Egy máltai segítővel (2006)

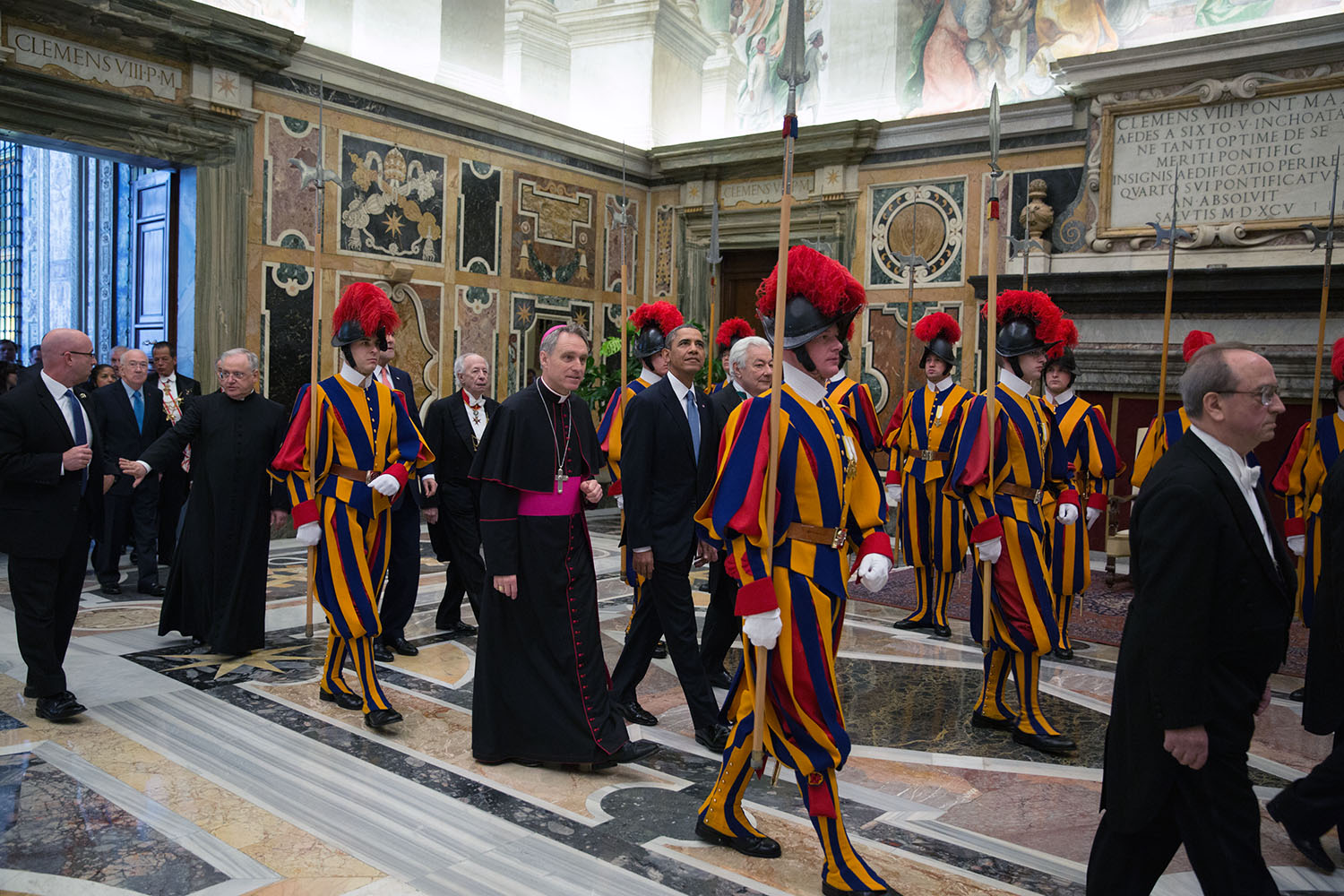
Barack Obama kíséretében, a Vatikánban 2014-ben

Georg Gänswein (Riedern am Wald, Baden-Württemberg, 1956. július 30. –) német pap. A római katolikus egyház kúriai érseke és a pápai ház felmentett prefektusa. 2005-től XVI. Benedek pápa magántitkáraként vált világszerte ismertté, amely tisztséget Benedek 2013-as nyugalomba vonulása után, 2022-ben bekövetkezett haláláig töltött be.

## Élete
Az olaszok által „Padre Georg” vagy „Bel Giorgio” becenevet viselő Gänswein a Fekete-erdő egyik déli kisvárosában született, körülbelül 7 km-re a svájci határtól, és Schaffhausen kantontól. Öt gyermek közül ő a legidősebb (két öccse van, Reinhard és Helmut, valamint két húga, Ursula és Johanna). Apja, Albert Gänswein már hetedik generáció óta kovácsműhelyt, majd mezőgazdasági gépkereskedést vezetett, és aktívan részt vett a helyi politikában, édesanyja, Gertrud a háztartási vezette. 1976-ban végzett a waldshuti üzleti középiskolában. Mielőtt a szemináriumba ment, tőzsdeügynök akart lenni, és postásként dolgozott, hogy pénzt keressen. Sportoló alkat volt, futballozott és síoktató volt egy helyi klubban. Ezután belépett a Collegium Borromaeumba, hogy katolikus teológiát és filozófiát tanuljon a svájci Freiburgi Egyetemen 1976 és 1979 között, valamint a római Pápai Gergely Egyetemen 1979–80-ban.
Miután kezdetben azt fontolgatta, hogy csatlakozik a kartauzi rendhez, 1982. december 19-én Oskar Saier freiburgi érsek diakónussá szentelte  a freiburgi érsekség klérusába. 1983-ban diakónusként dolgozott a St. Marien Neckarelz - Diedesheim plébániáján. Saier érsek 1984. május 31-én szentelte pappá a Freiburgi főegyházmegye számára, majd június 3-án celebrálta első miséjét a Riedern am Wald-i Szent Leodegar-plébániatemplomban. Ezután két évig káplán volt a badeni Oberkirchben.
1986 októberében kezdett egyházjogot tanulni a müncheni egyetemen. 1988-tól Winfried Aymans tudományos asszisztense volt, majd 1989-től, miután licentia docendi oktatási engedéllyel befejezte kánoni tanulmányait, bíróként dolgozott a müncheni és freisingi érsekség Érseki Konzisztóriumában és Metropolitai Bíróságán, valamint a müncheni Szent Péter-templomban helyettesként. 1991-ben nyújtotta be doktori értekezését, amelyet Winfried Aymans doktori témavezetőként irányított: Egyházi tagság a II. Vatikáni zsinat szerint. Az egyházhoz tartozásról szóló zsinati tanítások őstörténete, feldolgozása és értelmezése címmel. 1993-as szigorlata summa cum laude abszolválása után dr. jur. PhD kandidátusként végzett.
1994-ben Oskar Saier freiburgi érsek kinevezte a Freiburgi Minster dómvikáriusává és személyes tanácsadójává. 1995-ben Antonio María Javierre Ortas bíboros prefektus kinevezte az Istentiszteleti és Szentségi Fegyelmi Kongregáció munkatársává. 1996-ban Joseph Ratzinger bíboros kérésére átigazolt a Hittani Kongregációhoz. egyházjogot is tanított a római Szent Kereszt Pápai Egyetemen.
II. János Pál pápa 2000-ben az Őszentsége káplánja (Monsignore) kitüntető címet adományozta neki. 2003-ban Ratzinger bíboros személyi asszisztense lett, és ezáltal részt vett a 2005-ös konklávén a bíboros dékánasszisztenseként. Miután Ratzingert pápává választották 2005. április 19-én, Gänswein lett a magántitkára. 2006. január 28-án XVI. Benedek pápa Őszentsége Tiszteletbeli Elöljárói címet adományozott neki.
XVI. Benedek 2012 december 7-én az Urbs Salvia címzetes érseke és a Pápai Ház prefektusa címmel tüntette ki, majd 2013. január 6-án a Szent Péter-bazilikában püspöké szentelte. Társszentelői Tarcisio Bertone SDB és Zenon Grocholewski bíborosok voltak. Ebből az alkalomból Gänswein felvette a Testimonium perhibere veritati („Tanúskodj az igazságról”) mottót.
Benedek pápa 2013. február 28-ai lemondása után Gänswein kezdetben a pápai ház prefektusa maradt. Ferenc pápa augusztus 31-én erősítette meg ebben a hivatalában. Továbbra is Benedek emeritus pápa magántitkára volt, akivel a vatikáni kertekben lévő Mater Ecclesiae kolostorban lakott együtt. Ferenc pápa a pápai ház prefektusi tisztségéből 2020 februárjában fölmentette, hogy Benedek emeritus pápára több időt tudjon szánni. Ennek az intézkedésnek az oka a Robert Sarah bíboros cölibátusról szóló könyvének bemutatása körüli viták lehettek. A könyvben Benedek pápa egy esszéjét is kinyomtatták, és az emeritus pápát tévesen társszerzőként tüntették fel a bemutatón. Gänswein 2020 végén a német Bunte magazinnak azt mondta, sokkolónak és büntetésnek érzi ezt a döntést, noha közben egy tisztázó beszélgetésre is sor került Ferenc pápával. XVI. Benedek a Mater Ecclesiae kolostorban. 2022. december 31-én délelőtt, 95 éves korában, Georg Gänswein jelenlétében hunyt el.

## Címerei

Érseki címere Ferenc pápasága idején

Érseki címere XVI. Benedek pápasága idején

A pápai háztartás többi prefektusához hasonlóan, Gänswein is a pápai címert viseli püspöki címerében. Leírása: A hasított pajzs bal oldalán a pápa címere (2013-ig Benedek, azóta Ferenc pápáé), valamint Gänswein személyi jelképei: a jobb oldalon. kék színben egy arany Szent György-sárkány, amelyet függőlegesen ezüst lándzsa szúr át, felette egy ezüst hétágú csillag. A pajzs felett pátriárkai kettős kereszt, amelyet egy érseki zöld galéria keretez, 20 bojttal. Emellett a címerben – csatolt mottóként – a püspöki jelmondat is szerepel: Testimonium perhibere veritati. (Tanúskodjatok az igazságról!), Jn 18:37)

## Kitüntetései és díjai
- 2005: Az Olasz Köztársasági Érdemrend parancsnoka[13]
- 2007: A Német Szövetségi Köztársasági Érdemrend első osztálya
- 2007: A Máltai lovagrend tiszteletbeli konventuális káplánja
- 2009: Arany kitüntetés az Osztrák Köztársaságnak nyújtott szolgálatokért[14][15]
- 2010: A portugál Krisztus-rend nagytisztje
- 2011: A Perugia Egyetem külföldiek tiszteletbeli doktora[16]
- 2012: Ühlingen-Birkendorf díszpolgára[17]
- 2012: A „Tu es Petrus” (Te Péter vagy) „Testimoni di Santita” (A Szentség Tanúi) díja[18]
- 2013: Kinevezés tiszteletbeli kanonokká Freiburgban[19]
- 2015: A Románia Csillaga parancsnoka
- 2015: Bajor Érdemrend
- 2015: Az Olasz Köztársasági Érdemrend nagykeresztje[13]

## Kiadványok
- Egyházi tagság: a II. Vatikáni Zsinattól a Codex iuris canonici-ig. Az egyházi tagsággal kapcsolatos zsinati nyilatkozatok fogadtatása a latin egyház zsinat utáni törvénykönyvben. EOS-Verlag, Sankt Ottilien, 1996, ISBN 3-88096-923-X (disszertáció).
- Christine Schröpffel: Miért hord a pápa piros cipőt? Gyermekkérdések XVI. Benedekhez Benno, Lipcse, 2007, ISBN 978-3-7462-2176-2
- Martin Lohmann (szerkesztő): Katolikus - első kézből szerzett tudás, CMZ-Verlag Winrich C.-W. Clasen, Rheinbach 2010, ISBN 978-3-87062-116-2
- (Szerk.): XVI. Benedek. Urbi et Orbi – Úton a pápával Rómában és a világban, Herder, Freiburg, 2010, ISBN 978-3-451-32505-2
- Hogyan állíthatja helyre a katolikus egyház kultúránkat, EWTN Publishing Inc., Irondale Alabama, 2019, ISBN 978-1-68278-218-7

## Fordítás
- Ez a szócikk részben vagy egészben  a   Georg Gänswein című német Wikipédia-szócikk ezen változatának fordításán alapul.  Az eredeti cikk szerkesztőit annak laptörténete sorolja fel. Ez a jelzés csupán a megfogalmazás eredetét és a szerzői jogokat jelzi, nem szolgál a cikkben szereplő információk forrásmegjelöléseként.